# Melsom-priset
Melsom-priset (Norska:Melsom-prisen) är ett norskt litteraturpris som utdelas i syfte att främja nynorskan.
Priset instiftades 1922 efter en donation av skeppsredaren Ferd. Melsoms. Syftet med priset är att «främja det norska språket (landsmålet)». Priset delas ut årligen till en författare eller översättare som året innan har utgivit en värdefull bok som «efter sitt innehåll kan leda till folkläsning och massutbredning». Donationen förvaltas av Det Norske Samlaget, och priset delas ut i slutet av april.

## Pristagare

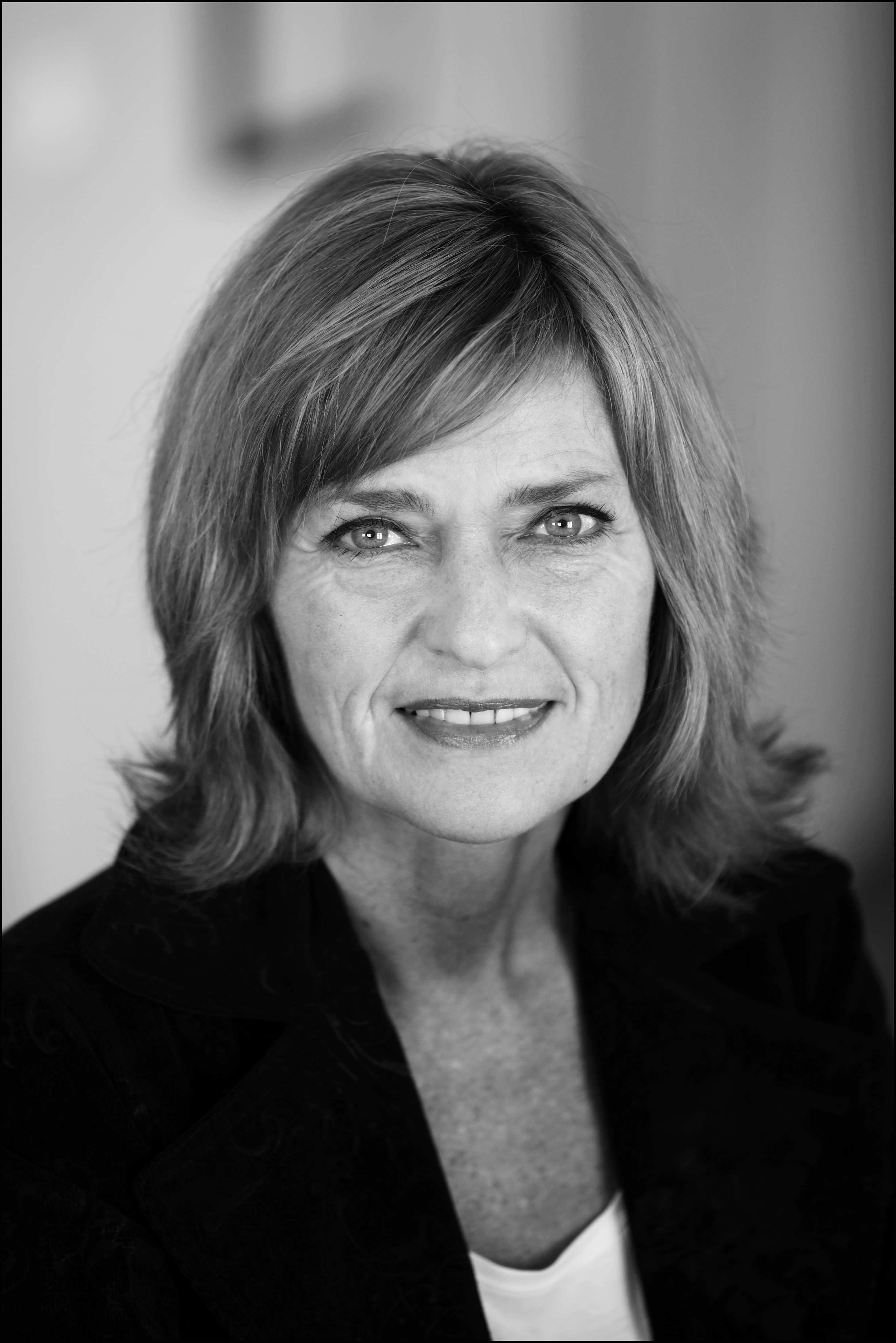
Sigrun Slapgard fick priset 2003

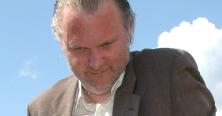
Jon Fosse fick priset 2001 och 1996

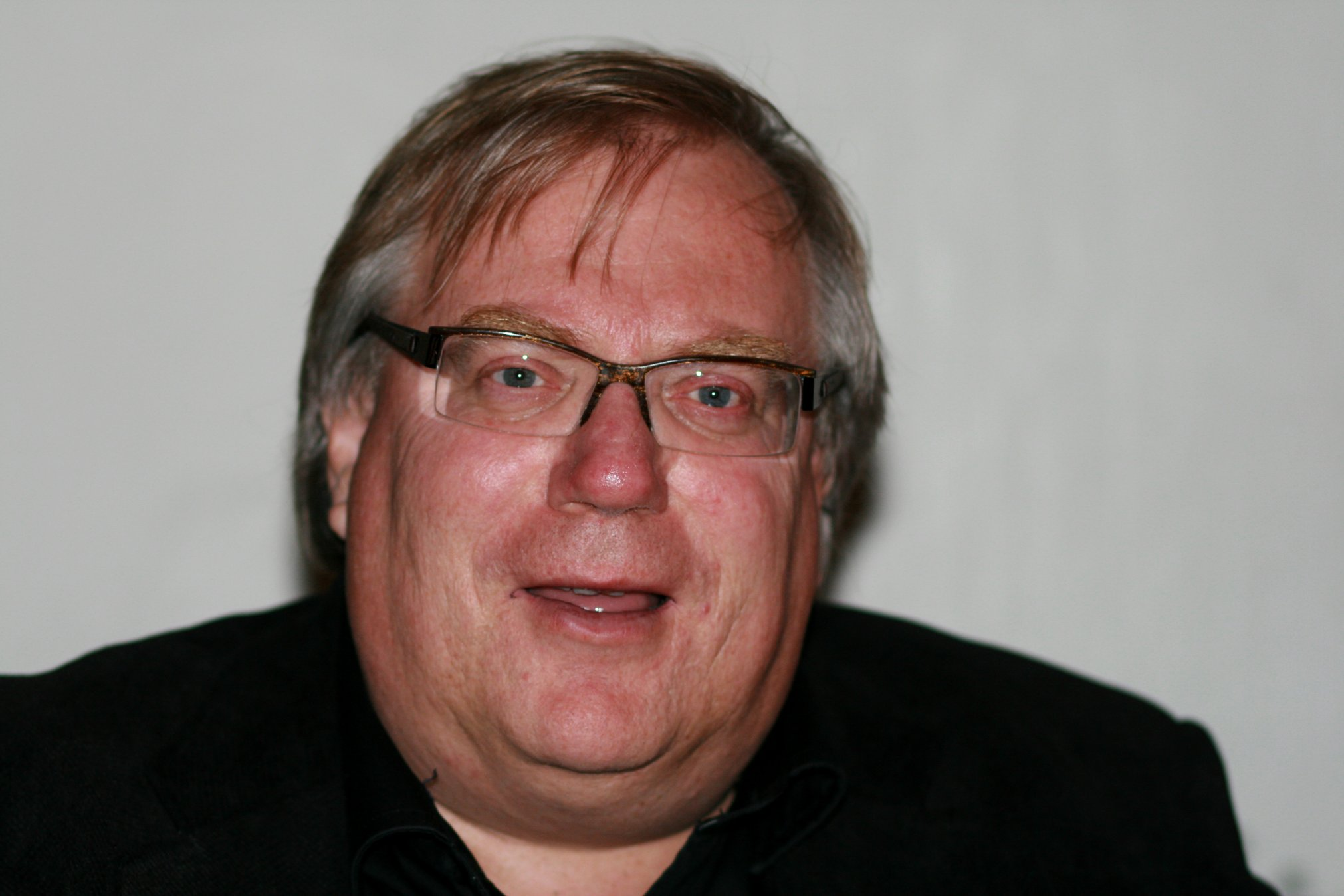
Ingar Sletten Kolloen fick priset 2000

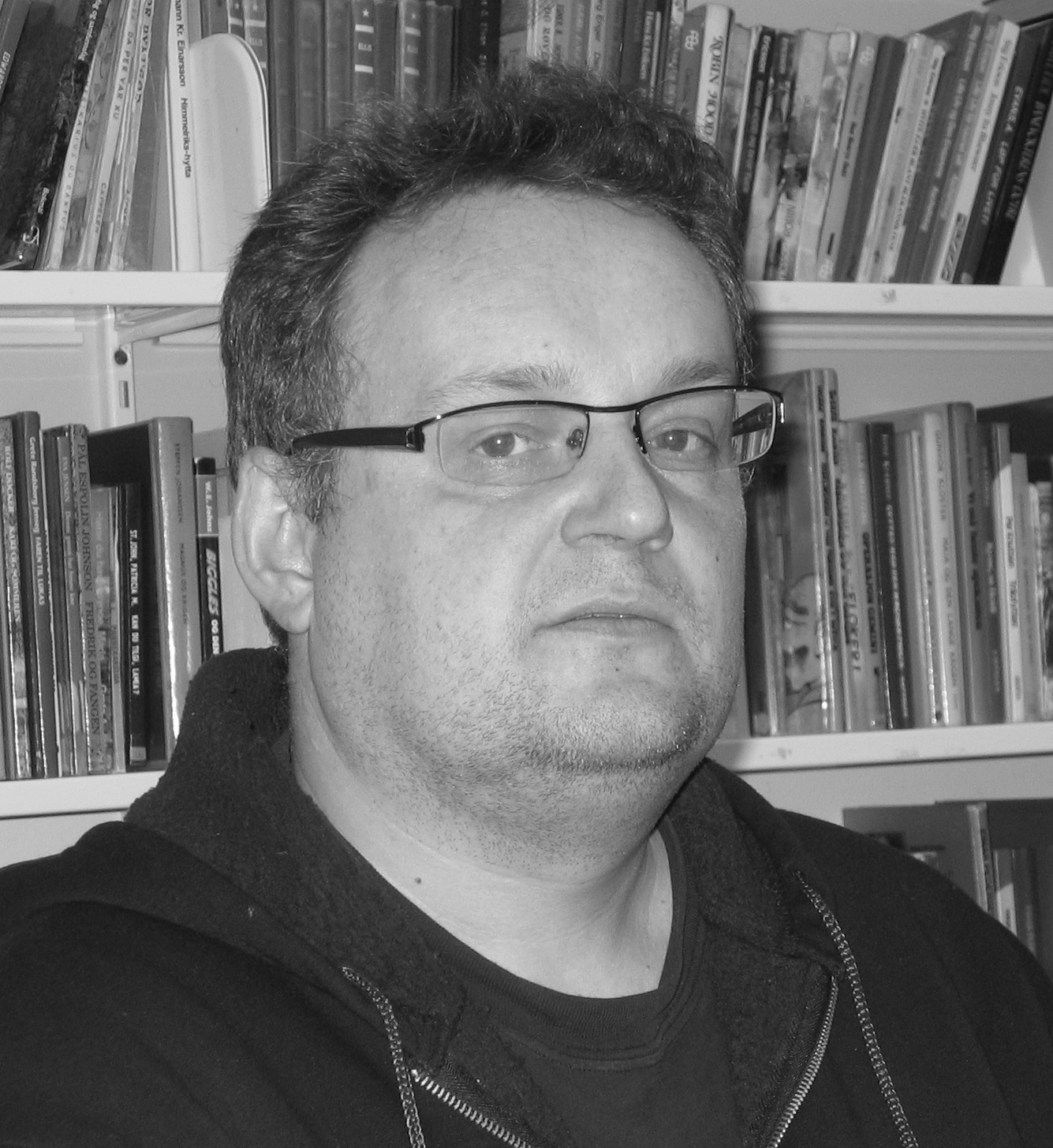
Bjørn Sortland fick priset 1994

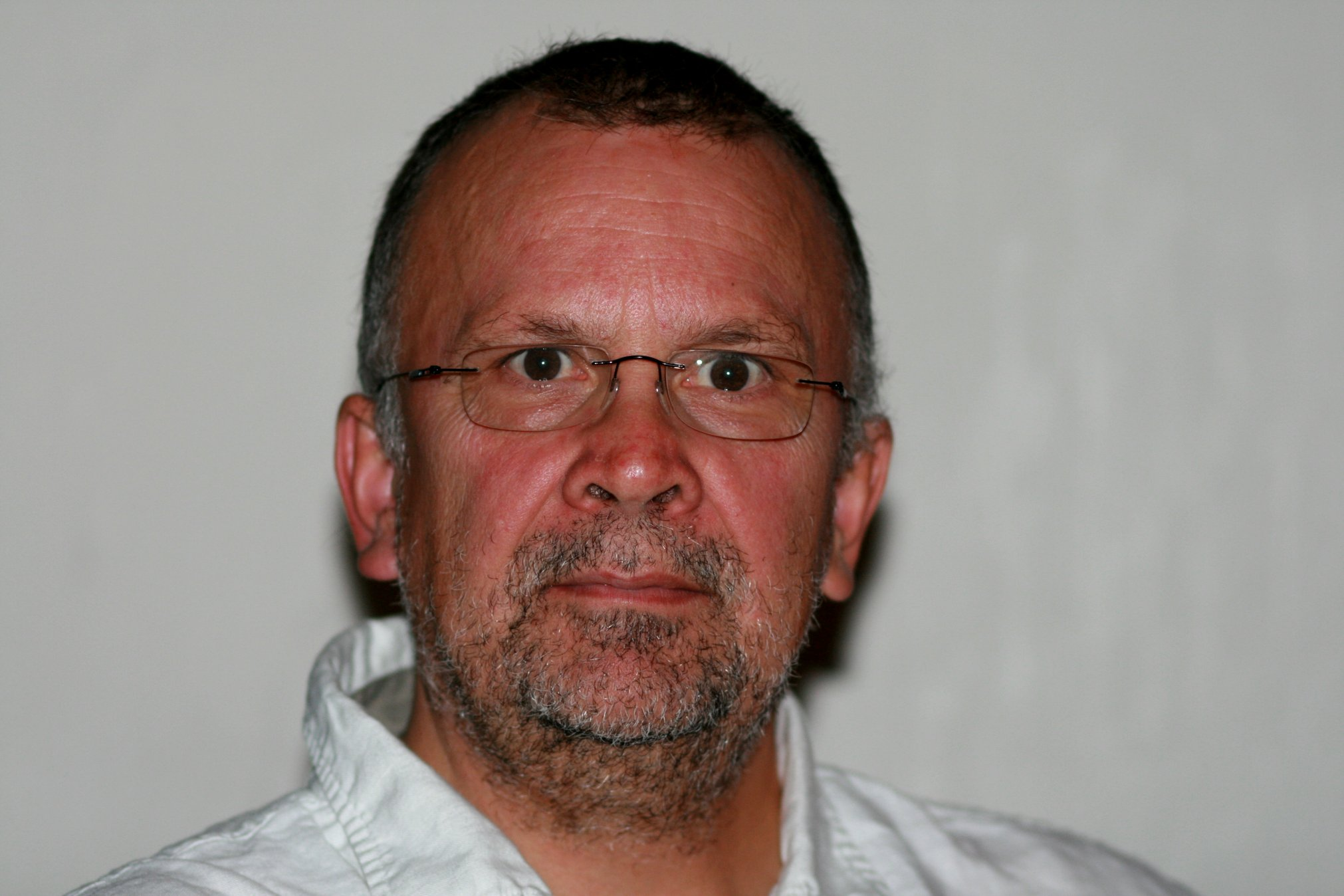
Rune Belsvik fick priset 1984

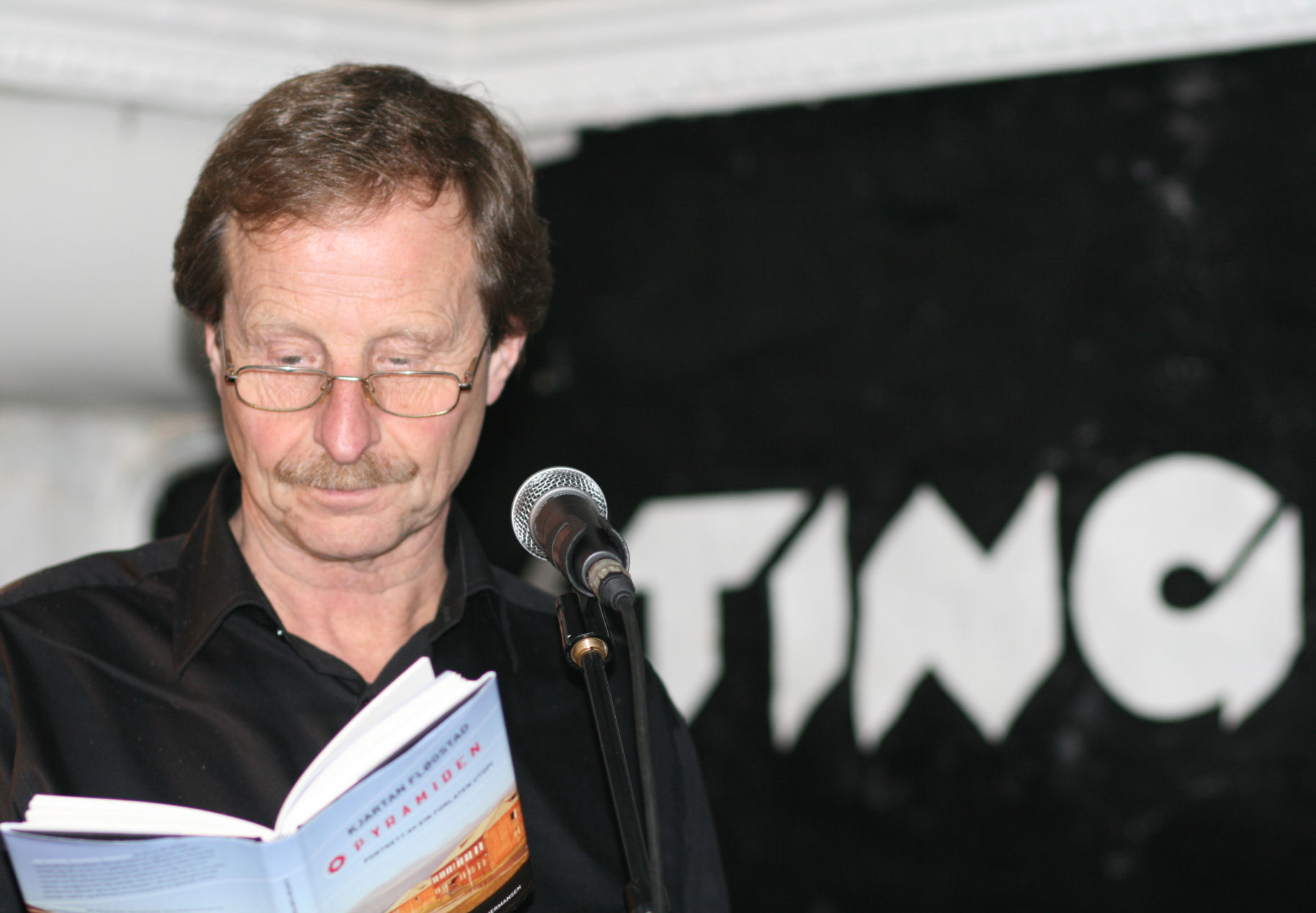
Kjartan Fløgstad fick priset 1981

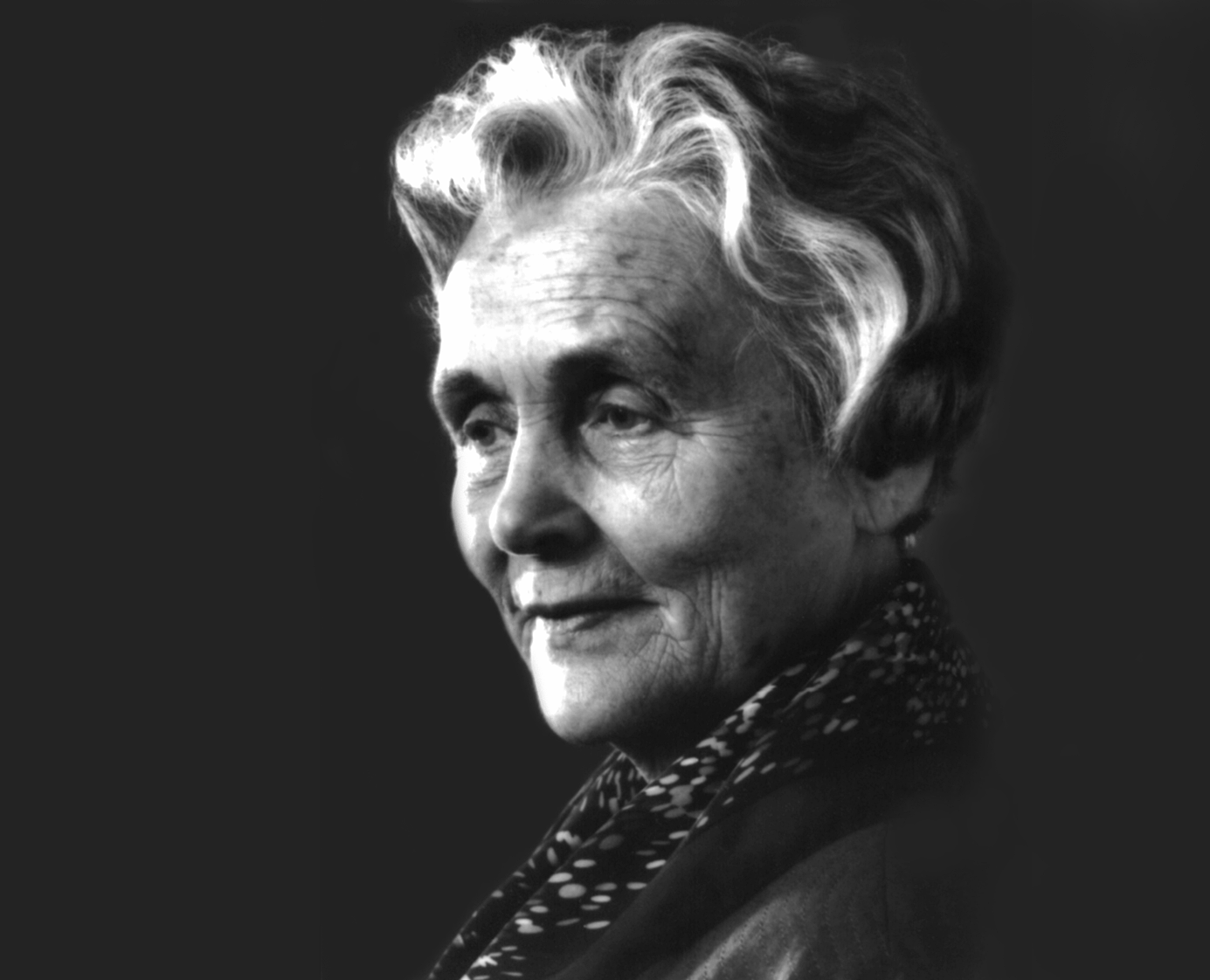
Halldis Moren Vesaas fick priset 1936 och 1975

- 1924 – Johs. Horvei (översättning) och R.R. Hausback (pseudonym för Reinert Reinertsen)
- 1925 – Adolf Førsund (översättning) och  Hallvard Sandnes
- 1926 – Lars Eskeland och Sven Moren
- 1927 – Anders Hovden och Hans Reynolds
- 1935 – Aslaug Vaa och Halvor Floden
- 1936 – Halldis Moren Vesaas och Åse Gruda Skard
- 1937 – Knut Gjengedal och Ola Setrom
- 1938 – Lars Berg och Olav Gullvåg
- 1939 – Andreas Haavoll
- 1940 – M. Høgåsen
- 1942 – Inge Krokann och Ragnvald Vaage
- 1946 – Eirik Vandvik och Tarjei Vesaas
- 1947 – Gro Holm
- 1948 – Johan Hovstad
- 1949 – Alfred Hauge
- 1950 – Haakon Lie
- 1951 – Bjarne Slapgard
- 1952 – Tor Jonsson
- 1953 – Jørgen Vikør
- 1954 – Ivar Kleiva
- 1955 – Sjur Bygd
- 1956 – Åsta Holth
- 1957 – Olav Berkaak
- 1958 – Kyrre Benum och Arnold Dalen
- 1959 – Harald Hammer (pseudonym för Helge Holager)
- 1960 – Anders Hovden
- 1961 – Olav Midttun
- 1962 – Bjørn Rongen
- 1963 – Hartvig Kiran
- 1964 – Aslaug Høydal
- 1965 – Arthur Klæbo
- 1966 – Ragnar Ulstein
- 1967 – Tore Ørjasæter
- 1968 – Knut Hauge
- 1969 – Olav Rytter
- 1970 – Arne Falk
- 1971 – Arnljot Eggen
- 1972 – Johannes Heggland
- 1973 – Olav H. Hauge
- 1974 – Jon Leirfall
- 1975 – Halldis Moren Vesaas
- 1976 – Alf A. Sæter
- 1977 – Arvid Hanssen
- 1978 – Pål Sundvor
- 1979 – Egil Lejon och Shanaz Saleem Baig
- 1980 – Fredrik Heitkøtter
- 1981 – Kjartan Fløgstad
- 1982 – Lillian Clausen Mangerøy
- 1983 – Sigmund Skard
- 1984 – Rune Belsvik
- 1985 – Jan Rabben
- 1986 – Audun Sjøstrand
- 1987 – Ingvar Moe
- 1988 – Edvard Hoem
- 1989 – Arnljot Eggen
- 1990 – Ragnar Hovland
- 1991 – Hermann Starheimsæter
- 1992 – Einar Økland
- 1993 – Sissel Solbjørg Bjugn
- 1994 – Bjørn Sortland och Lars Elling
- 1995 – Jon Hellesnes
- 1996 – Jon Fosse
- 1997 – Eldrid Lunden
- 1998 – Marie Takvam
- 1999 – Johannes Gjerdåker
- 2000 – Ingar Sletten Kolloen och Jan Inge Sørbø
- 2001 – Jon Fosse
- 2002 – Brit Bildøen
- 2003 – Sigrun Slapgard
- 2004 – Erling Indreeide
- 2005 – Knut Olav Åmås
- 2006 – Edvard Hoem
- 2007 – Arvid Torgeir Lie
- 2008 – Frode Grytten
- 2009 – Stephen J. Walton
- 2010 – Maria Parr
- 2011 – Lars Amund Vaage
- 2012 – Gunstein Bakke
- 2013 – Linda Eide